# Jorge Icaza
Jorge Icaza Coronel (* 10. Juni 1906 in Quito; † 26. Mai 1978 ebenda) war ein ecuadorianischer Autor und Theaterregisseur. Neben Benjamín Carrión wird er von vielen als bedeutendster ecuadorianischer Schriftsteller des 20. Jahrhunderts gesehen. Mit seinem Roman Huasipungo und der darin enthaltenen schonungslosen Schilderung der Unterdrückung und Ausbeutung der ecuadorianischen Indígenas (Indianer) begründete er den literarischen Indigenismo in Ecuador und wurde für ganz Lateinamerika zu einem seiner wichtigsten Vertreter.

## Leben
Jorge Icaza wurde als Sohn einer verarmten mittelständischen Familie in Quito, der Hauptstadt Ecuadors geboren, wo er unter großen finanziellen Entbehrungen an der Universidad Central und am Conservatorio Nacional studierte. Durch lange Aufenthalte auf der Hacienda seines Onkels in den Anden lernte er schon als Kind das Leben der indigenen Bevölkerung kennen. Er selbst war jedoch weißhäutig und verstand sich als cholo, Angehöriger der mestizischen Bevölkerungsgruppe. Sein Lebensstil in jungen Jahren stand eher der so genannten Bohème nahe. Nachdem er sein Medizinstudium abgebrochen sowie Mutter und Stiefvater verloren hatte, wurde er als Schauspieler in die Compañía Dramática Nacional aufgenommen und schrieb auch selbst zahlreiche Theaterstücke; seinen Lebensunterhalt verdiente er jedoch als Beamter im Finanzministerium seines Landes.
Er heiratete die Schauspielerin Marina Moncayo, mit der er eine Tochter hatte, Fenia Icaza Moncayo. Jahre zuvor zeugte er ein uneheliches Kindes Cristina Icaza. 1928 schrieb er sein erstes Theaterstück, El Intruso (Der Eindringling), das von seiner eigenen Truppe zur Aufführung gebracht wurde. Als Regisseur und Dramaturg hatte Icaza immer wieder Probleme mit der Zensur und mit der Gegnerschaft der Katholischen Kirche seines Landes: So wurde zum Beispiel die Uraufführung seines Stückes Flagelos (= Peitschenhiebe, weil hinter der Bühne das Geräusch von Peitschenhieben als Symbol der Unterdrückung des Volkes zu hören war) im eigenen Land unterbunden und konnte erst 1940 im Teatro del Pueblo in Buenos Aires unter der Regie von Leónidas Barletta erfolgen. Nachdem sein Drama El dictador 1933 scharfe Kritiken einstecken musste, verlegte Icaza sich auf das Schreiben von Romanen und machte daneben eine Buchhandlung auf, ohne jedoch seinen Brotberuf als Finanzbeamter aufzugeben. Mit seinem ersten Roman Huasipungo 1934 hatte der Autor großen Erfolg: Das Buch wurde in zahlreiche Sprachen übersetzt und gilt seither als Meilenstein in der Geschichte des indigenistischen Romans sowie als das wahrscheinlich bekannteste Werk der ecuadorianischen Literatur überhaupt. Ab dieser Zeit wurde der Schriftsteller häufig zu Vorträgen und Seminaren ins Ausland eingeladen. Als Mitglied der Sozialdemokratischen Partei setzte er sich für die Indigenen ein; er gründete auch die Schriftsteller- und Künstlergewerkschaft seines Landes und wirkte in der Casa de la Cultura Ecuatoriana.
Icaza leitete eine Zeitlang die ecuadorianische Nationalbibliothek (ab 1960) und bekleidete später zahlreiche diplomatische Ämter; unter anderem war er Kulturattaché in Buenos Aires und in den 1970er Jahren Botschafter seines Landes in der Sowjetunion (1973), Polen und der DDR. Er starb am 26. Mai 1978 in Quito.

## Werke
In seinem Frühwerk schrieb Icaza noch viele Dramen, nach 1936 wandte er sich dagegen ganz dem Roman und der Erzählung zu. Typisch für seine Prosa ist die Verwendung von Ausdrücken aus dem Kichwa, so dass die meisten der Texte für spanischsprachige Leser am Ende mit einem Glossar versehen werden mussten. Inhaltlich sticht die pointierte Kritik an den Auswüchsen des feudalistisch organisierten Latifundiensystems hervor sowie das Aufzeigen einer beginnenden Tendenz zur Globalisierung durch ausländisches, insbesondere US-amerikanisches Kapital. Diese antikapitalistische Grundhaltung sowie die stark didaktische Ausrichtung seiner Romane, in denen brutale Missstände sehr direkt geschildert wurden, ist auch von seinen Gegnern betont worden, um die literarischen Qualitäten seiner Werke in Frage zu stellen. Für den Roman En las calles (1935) erhielt der Autor den nationalen Literaturpreis.

### Dramatische Werke
- 1928 El Intruso
- 1929 La comedia sin nombre
- 1929 Por el viejo
- 1931 ¿Cuál es?
- 1931 Como ellos quieren
- 1932 Sin Sentido
- 1933 El dictador
- 1936 Flagelo

Die meisten seiner Stücke wurden am Teatro Nacional Sucre in Quito uraufgeführt.

### Romane
- 1934 Huasipungo. Quito: Imprenta Nacional [neuere Ausgabe z. B. Madrid: Cátedra, 1994] (Titel der dt. Übersetzungen: Huasi-Pungo: Ruf des Indios / Huasipungo: Unser kleines Stückchen Erde)
- 1935 En las calles (Stadtroman)
- 1937 Cholos
- 1942 Media vida deslumbrados
- 1948 Huayrapamushcas. Hijos del viento. Mit Holzstichen von Eduardo Kingman
- 1958 El chulla Romero y Flores (dt. Titel: Caballero in geborgtem Frack)

### Erzählungen
- 1933 Barro de la Sierra
- 1952 Seis relatos
- 1969 Relatos

### Autobiographische Schriften
- 1973 Atrapados (Trilogie)